# Speybridge

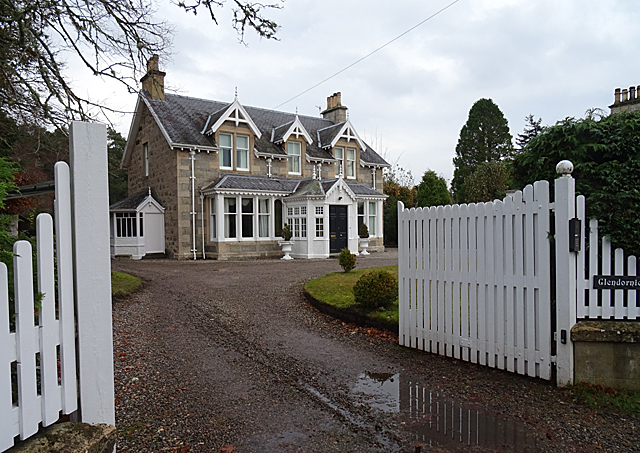
Wohnhaus in Speybridge

Speybridge ist eine Ortschaft, die südöstlich von Inverness in der Region Highland im Norden von Schottland liegt. Im Rahmen der historischen Gliederung Schottlands in Civil Parishes zählt es zu Abernethy and Kincardine, das zu Inverness-shire gehörte.

## Geographie
Speybridge liegt am nördlichen, linken Ufer des Flusses Spey. Es besteht aus einer lockeren Reihung von Häusern und hat keine übergeordnete Bedeutung. Im Nordwesten grenzt das größere Grantown-on-Spey an.

## Historisch Bedeutsames
Unter Denkmalschutz stehen zwei Brücken, durch die Speybridge mit dem auf dem gegenüberliegen Flussufer verlaufenden überregionalen Straßennetz verbunden ist. Dies sind die südlichere Old Spey Bridge sowie die nördlichere New Spey Bridge.